# MY FIRST STORY
MY FIRST STORY（マイ・ファースト・ストーリー、英略：MFS）は、日本のロックバンド。所属事務所はコネクテッド・セルズ。所属レーベルはINTACT RECORDS。略称は「マイファス」。2011年結成。

## メンバー
- Hiro（ヒロ）：ボーカル
  - 本名：森内寛樹（もりうち ひろき）、生年月日：1994年1月25日（31歳）。東京都出身。妻は山本舞香。
  - 森進一・森昌子元夫妻の三男。長兄はONE OK ROCKのボーカルTaka。メンバー最年少。作詞を担当。
- Teru（テル）：ギター
  - 本名：西澤照貴（にしざわ てるき）、生年月日：1992年5月28日（33歳）。神奈川県出身。既婚。
- Nob（ノブ）：ベース
  - 本名：加藤伸明（かとう のぶあき）、生年月日：1984年10月14日（40歳）。埼玉県出身。
  - サウンドクリエイターユニット「ZiNG」のメンバーとしても活動。好きな動物は猫。メンバー最年長。作曲を担当。
- Kid'z（キッド）：ドラムス
  - 本名：佐々木翔平（ささき しょうへい）、生年月日：1992年7月27日（32歳）。愛知県出身。
  - 2016年3月にMY FIRST STORYに加入する以前は、同レーベルに所属するバンドLOTHのドラムスであった。LOTHは2015年11月に解散。他に2012年頃には、キタニタツヤのバンド「humanic」に在籍していた（2013年2月活動休止）[5]。
- Sho（ショウ）：ギター
  - 本名：土屋翔（つちや しょう）、生年月日：1984年3月28日（41歳）。メンバー最年長。
  - 2015年末をもって無期限活動休止。※ただ現在も作曲を担当。
  - 2019年2月、ファンクラブ限定ツアーである「STORYTELLER TOUR 2019」で限定復活。
  - 2024年8月、ファンクラブ限定ツアーである「STORYTELLER TOUR 2024」で限定復活。

### 旧メンバー
- Masack（マサック）：ドラムス。2016年3月3日脱退。
  - 生年月日：1988年1月3日（37歳）
  - 現在はUtopia LeagueのDr.&Cho、ヨルシカのサポートメンバーとして活動中。
  - 2024年9月19日、ファンクラブ限定ツアーである「STORYTELLER TOUR 2024」Zepp Haneda公演で限定復帰。

## 略歴
2011年8月、fromusの楽器隊であるSho、Nob、MasackがHiro、Teruを招く形で結成。バンド名は、Pay money To my PainのボーカリストであるKが名付け親である。10月、ストリート・ファッション雑誌『Ollie』を出版する三栄書房が主催した音楽イベントに出演し、初めて公衆の面前にて演奏を披露した。11月、ストリート・ファッション・ブランド「Subciety」（サブサエティ）が主催した音楽イベントに出演した。
2012年4月4日、1作目のアルバム『MY FIRST STORY』をリリース。同作は、「Subciety」を運営するコアトラストによって設立されたレコードレーベル「INTACT RECORDS」から発売される第一弾の作品となった。同作に収録されたリード曲「Second Limit」のミュージック・ビデオは、coldrain、Each Of The Days、Crossfaith、クリスタル・レイクらの映像を手がけた「maxilla」が制作した。同映像作品は、インディーズ総合ポータルサイト「indiesmusic.com」限定で公開され、同サイトでの週間視聴率において第1位を獲得した。8月19日、SUMMER SONIC 2012に出演。
2014年12月12日、HiroとMasackがインフルエンザに感染。ツアーの長崎、熊本、松山、広島の公演の延期を発表。
2015年8月28日から9月26日にかけて、バンド史上最大キャパの初のワンマンツアー「WE ARE NOT ALONE TOUR 2015」を開催。10月9日、Shoが2015年をもってライブ活動を休止し、裏方としてサポートをすることを発表。12月2日、Shoの活動休止前最後のワンマンライブ「WE ARE NOT ALONE-Sho TIME!!-」をTSUTAYA O-EASTで開催。
2016年1月8日、Official member's club「STORYTELLER」を開設。3月3日、ドラムのMasackが脱退を発表。新ドラマーとしてバンドLOTHの元メンバーであるKid'zが加入。3月10日、Shoの活動休止、Masackの脱退を経て、新生MY FIRST STORYとしての初ライブ、「HIGHEST LIFE PARTY VOL.5」を渋谷O-EASTで開催。6月に4作目のアルバム『ANTITHESE』を発売し、オリコン週間アルバムチャートで4位を記録。また、日本全国47都道府県をワンマンで回るツアー『We're Just Waiting 4 You Tour 2016』を開催。国内を回ったのちに台湾公演も行い、11月18日のツアーファイナルではキャリア初となる日本武道館でのワンマンライブを開催し、会場限定でシングル「We're Just Waiting 4 You」をリリース。
2017年2月17日、日本武道館公演の様子や、メンバーのインタビュー映像で構成された映画『MY FIRST STORY DOCUMENTARY FILM－全心－』を公開。同年7月、1stミニアルバム『ALL LEAD TRACKS』をリリース。インディーズながら全ての曲にタイアップが付いた。同年9月からゲスト1組を迎えた全国の大型のライブハウスツアー『MY FIRST STORY "MMA" TOUR 2017』を開催し、12月23日のツアーファイナル公演はキャリア史上最大のキャパとなる幕張メッセで行った。その後、横浜アリーナ、さいたまスーパーアリーナと続き着実にキャリアを伸ばしていたが、新型コロナウイルス蔓延の影響で2021年に開催予定であった東京ドーム公演は無期限延期となった。
2020年7月8日、コロナ禍でライブができない状況にある中、ファンのために「日常に寄り添うMY FIRST STORY」というコンセプトのもとに製作されたアルバム『BGM』『sleeping』の2作を、サブスクリプション・iTunes等のダウンロード販売サイトにて配信。両作とも、全曲において歌詞のないインストゥルメンタルである。
2021年、「STORYTELLER TOUR 2021」を開催。ツアーファイナルとしてLINE CUBE SHIBUYA公演を実施し、MY FIRST STORYが結成された渋谷にて、初の都内ホール公演が行われた。7月からは「MY FISRT STORY TOUR 2021 continuation of the story」を開催。11月からは東名阪でのショートツアー「We promise, 4 you once again Tour 2021」、さらにツアーファイナルとして2022年2月10日に5年ぶりとなる日本武道館公演を開催。
2023年、7年振りとなる47都道府県ツアー「MY FIRST STORY -THE TWO-」を開催。7月10日にはHiroの実兄であるTakaが所属するONE OK ROCKとの対バン形式のライブ「VS」が発表され、11月14日に東京ドームで開催された。2024年4月に「MY FIRST STORY 2024 “express”」を開催し、5月にアルバム『The Crown』およびHYDEとのコラボレーションシングル「夢幻/永久 -トコシエ-」を発売。「夢幻」と「永久 -トコシエ-」はそれぞれ5月から6月まで放送されたテレビアニメ『「鬼滅の刃」柱稽古編』（フジテレビ系）のオープニング主題歌、エンディング主題歌に使用された。

## ディスコグラフィ

### コラボレーション
さユり×MY FIRST STORY
MY FIRST STORY×HYDE
| 発売日        | タイトル             | 規格                         | 規格品番                     | 最高順位 |
| ------------- | -------------------- | ---------------------------- | ---------------------------- | -------- |
| 2024年5月13日 | 夢幻/永久 -トコシエ- | デジタル・ダウンロード（#1） | デジタル・ダウンロード（#1） | 1位      |
| 2024年5月20日 | 夢幻/永久 -トコシエ- | デジタル・ダウンロード（#2） | デジタル・ダウンロード（#2） | 5位      |
| 2024年6月5日  | 夢幻/永久 -トコシエ- | CD+DVD                       | BVCL-1410/11                 | 6位      |
| 2024年6月5日  | 夢幻/永久 -トコシエ- | CD                           | BVCL-1412                    | 6位      |
| 2024年7月10日 | 夢幻/永久 -トコシエ- | LP                           | BVJL-108                     | 6位      |

### 配信限定作品
| 配信日               | タイトル                                 | 規格                   | 初収録アルバム |
| -------------------- | ---------------------------------------- | ---------------------- | -------------- |
| 2019年7月4日         | KING&ASHLEY                              | デジタル・ダウンロード | 未収録         |
| 2021年1月10日        | LEADER                                   | デジタル・ダウンロード | 未収録         |
| 2021年12月17日       | PARADOX                                  | デジタル・ダウンロード | 未収録         |
| 2022年2月21日        | Dreaming of you                          | デジタル・ダウンロード | 未収録         |
| 2023年1月31日        | 二十億光年の恋                           | デジタル・ダウンロード | The Crown      |
| 2023年2月27日        | Listen                                   | デジタル・ダウンロード | The Crown      |
| 2023年3月30日        | ハルジオン                               | デジタル・ダウンロード | The Crown      |
| 2023年4月28日        | アンビシャス                             | デジタル・ダウンロード | The Crown      |
| 2023年5月31日        | 東京ミッドナイト                         | デジタル・ダウンロード | The Crown      |
| 2023年7月31日        | メリーゴーランド                         | デジタル・ダウンロード | The Crown      |
| 2023年8月31日        | CRAZY BEAUTIFUL NIGHT                    | デジタル・ダウンロード | The Crown      |
| 2023年9月30日        | i dont wanna be                          | デジタル・ダウンロード | The Crown      |
| 2023年10月30日       | 蜃気楼                                   | デジタル・ダウンロード | The Crown      |
| 2023年11月30日       | Ashen                                    | デジタル・ダウンロード | The Crown      |
| 2023年12月22日       | Boyfriend                                | デジタル・ダウンロード | The Crown      |
| 2023年12月31日       | HOME～2023.11.14 VS at TOKYO DOME ver.～ | デジタル・ダウンロード | The Crown      |
| THE FIRST TAKE MUSIC |                                          |                        |                |
| 2020年9月25日        | ハイエナ - From THE FIRST TAKE           | デジタル・ダウンロード | 未収録         |

### 参加作品
| 発売日         | タイトル                                                                 | アーティスト    | 規格 | 規格品番                                      | レーベル                           | 収録曲                                                                |
| -------------- | ------------------------------------------------------------------------ | --------------- | ---- | --------------------------------------------- | ---------------------------------- | --------------------------------------------------------------------- |
| 2012年5月2日   | BEYOND THE BLUE vol.5                                                    | Various Artists | CD   | EKRM-1217                                     | Kick Rock MUSIC                    | Take it Back!!                                                        |
| 2013年3月20日  | maximum10 compiles This.『MAYDIE!!』                                     | Various Artists | CD   | MXMM-10025                                    | maximum 10                         | EXPERIENCE                                                            |
| 2013年10月30日 | SAVIOR OF SONG                                                           | ナノ            | CD   | VTCL-35165（ナノ Ver.）                       | フライングドッグ                   | SAVIOR OF SONG (feat. MY FIRST STORY)                                 |
| 2013年10月30日 | SAVIOR OF SONG                                                           | ナノ            | CD   | VTCL-36166（蒼き鋼のアルペジオ Ver.）         | フライングドッグ                   | SAVIOR OF SONG (feat. MY FIRST STORY)                                 |
| 2013年10月30日 | SAVIOR OF SONG                                                           | ナノ            | CD   | VTCL-36167（MY FIRST STORY Ver.）             | フライングドッグ                   | SAVIOR OF SONG (feat. MY FIRST STORY) START OVER feat. MY FIRST STORY |
| 2013年11月20日 | BONEDS                                                                   | Various Artists | CD   | INRC-0005                                     | INTACT RECORDS                     | What's my name?? START OVER                                           |
| 2014年5月21日  | BONEDS TOUR MOVIE                                                        | Various Artists | DVD  | INRC-0008                                     | INTACT RECORDS                     | The Story Is My Life Awake What's my name?? START OVER Second Limit   |
| 2015年1月21日  | 信長協奏曲 DVD-BOX                                                       |                 | DVD  | PCBC-61735                                    | フジテレビジョン・ポニーキャニオン | 不可逆リプレイス                                                      |
| 2015年1月28日  | Rock on.                                                                 | ナノ            | 2CD  | VTZL-93（NA ver. 10,000枚完全初回生産限定盤） | Flying Dog                         | SAVIOR OF SONG Be the one                                             |
| 2015年1月28日  | Rock on.                                                                 | ナノ            | 2CD  | VTZL-94（NO ver. 10,000完全初回生産限定盤）   | Flying Dog                         | SAVIOR OF SONG Be the one START OVER feat. MY FIRST STORY             |
| 2015年1月28日  | Rock on.                                                                 | ナノ            | CD   | VTCL-60388（通常盤）                          | Flying Dog                         | SAVIOR OF SONG Be the one                                             |
| 2015年5月27日  | 新宿スワン INSPIRED TRACKS -Selected by 白鳥龍彦-                        | Various Artists | CD   | SRCL-8818                                     | ソニー・ミュージックレコーズ       | CHiLD 〜error〜                                                       |
| 2015年9月16日  | 「蒼き鋼のアルペジオ -アルス・ノヴァ-」オリジナルサウンドトラック 完全版 | 甲田雅人        | CD   | VTCL-60408 〜 60409                           | Flying Dog                         | SAVIOR OF SONG (TV size)                                              |
| 2016年7月13日  | nano's REMIXES                                                           | ナノ            | CD   | VTCL-60433                                    | Flying Dog                         | SAVIOR OF SONG <Novoiski(MOONBUG) Remix>                              |
| 2017年1月18日  | 映画「新宿スワンII」オリジナル・サウンドトラック                         | Various Artists | CD   | SRCL-9294                                     | ソニー・ミュージックレコーズ       | Smash Out!!                                                           |
| 2019年1月16日  | 北斗の拳 35th Anniversary Album “伝承”                                   | Various Artists | CD   | TYCT-60133                                    | UNIVERSAL MUSIC                    | You're already dead                                                   |

## タイアップ
| 年   | タイトル                                                      | タイアップ                                                              |
| ---- | ------------------------------------------------------------- | ----------------------------------------------------------------------- |
| 2013 | 「花」-0714-                                                  | ポータル ANNニュース&スポーツ 2013年7月度エンディングテーマ             |
| 2014 | 不可逆リプレイス                                              | フジテレビ系テレビアニメ『信長協奏曲』主題歌                            |
| 2014 | Love Letter                                                   | ポータル ANNニュース&スポーツ 2014年7月度エンディングテーマ             |
| 2015 | ALONE                                                         | 学校法人・HAL（東京・大阪・名古屋）TVCMソング                           |
| 2017 | Smash Out!!                                                   | 映画『新宿スワンII』挿入歌                                              |
| 2017 | REVIVER                                                       | ゲームアプリ・SEGA『オルタンシア・サーガ –蒼の騎士団-』テーマソング     |
| 2017 | REVIVER                                                       | 日本テレビ系『スッキリ!!』2017年6月度テーマソング                       |
| 2017 | REVIVER                                                       | 福岡ソフトバンクホークス「『鷹の祭典2017』光のセレモニー」テーマソング  |
| 2017 | この世界で一番の幸せ者にはする事など出来ないかもしれないけど… | 日本テレビ系『バズリズム』2017年7月度エンディングテーマ                 |
| 2017 | LET IT DIE                                                    | PlayStation(R)4専用『LET IT DIE』公式参加ソング                         |
| 2017 | The Storyteller                                               | 映画『DOCUMENTARY FILM－全心－』主題歌                                  |
| 2018 | 君のいない夜を越えて                                          | テレビ東京系テレビドラマ『御茶ノ水ロック』主題歌                        |
| 2018 | ALONE                                                         | 『FISE Hiroshima 2018』公式タイアップソング                             |
| 2018 | With You                                                      | トヨタ自動車「C-HR」CMソング                                            |
| 2018 | レイメイ                                                      | TOKYO MXテレビアニメ『ゴールデンカムイ』第2期オープニングテーマ         |
| 2019 | You're already dead                                           | パチンコ『北斗の拳8 覇王』挿入曲                                        |
| 2019 | Great Dipper                                                  | パチンコ『北斗の拳8 覇王』挿入曲                                        |
| 2019 | KING & ASHLEY                                                 | Netflixオリジナルアニメ『ケンガンアシュラ』オープニングテーマ           |
| 2019 | 絶対絶命                                                      | 映画『喝 風太郎!!』主題歌                                               |
| 2020 | 1,000,000 TIMES                                               | ゲームアプリ・タカラトミー『デュエル・マスターズ プレイス』テーマソング |
| 2021 | LEADER                                                        | テレビアニメ『オルタンシア・サーガ』オープニングテーマ                  |
| 2021 | ever                                                          | パチンコ『北斗の拳9 闘神』イメージテーマソング                          |
| 2021 | PARADOX                                                       | 映画『マトリックス レザレクションズ』日本版インスパイアソング           |
| 2023 | Ashen                                                         | スマートフォンゲーム「アークナイツ」イメージソング                      |
| 2024 | 夢幻                                                          | テレビアニメ『鬼滅の刃 柱稽古編』オープニングテーマ                     |
| 2024 | アクマ                                                        | Amazon Prime Video配信ドラマ『【推しの子】』第1話主題歌                 |
| 2024 | BREAK IT DOWN                                                 | 映画『BLUE FIGHT 〜蒼き若者たちのブレイキングダウン〜』主題歌           |
| 2024 | 鴉                                                            | 映画『BLUE FIGHT 〜蒼き若者たちのブレイキングダウン〜』挿入歌           |